# کوه دودی
کوه دودی (به انگلیسی: Mount Doody) یک کوه در ایالات متحده آمریکا است که در مونتانا واقع شده‌است.